# Марцинково (Іновроцлавський повіт)
Марцинково (пол. Marcinkowo, нім. Martinau) — село в Польщі, у гміні Іновроцлав Іновроцлавського повіту Куявсько-Поморського воєводства.
Населення — 216 осіб (2011).
У 1975-1998 роках село належало до Бидгощського воєводства.

## Демографія
Демографічна структура станом на 31 березня 2011 року:
|          | Загалом | Допрацездатний вік | Працездатний вік | Постпрацездатний вік |
| -------- | ------- | ------------------ | ---------------- | -------------------- |
| Чоловіки | 108     | 19                 | 79               | 10                   |
| Жінки    | 108     | 29                 | 61               | 18                   |
| Разом    | 216     | 48                 | 140              | 28                   |